# Kobani
Kobani, Kobane sau Khobane (în kurdă: Kobanê sau  Kobanî) sau Ayn al-Arab (în arabă: عين العرب‎) este un oraș din Guvernoratul Aleppo din nordul Siriei. Este situat aproape de granița turcă.
Localitatea avea 44.821 de locuitori la recensământul sirian din 2004. Populația cuprinde și comunități kurde, arabe, turce și armene.

## Istorie
Ca o consecință a războiului civil sirian, orașul a intrat sub controlul  Unităților kurde de Protejare a Poporului (YPG - care au legături cu PKK) în 2012. În 2014, a fost declarat ca fiind centrul administrativ al Cantonului Siriano-Kurd Kobani. În prezent, Kobani se află în mijlocul războiului civil sirian, aici având loc un asediu continuu fiind date lupte grele între kurzii sirieni și Statul Islamic în Irak și Levant. ISIS ar controla deja, la 10 octombrie 2014, peste 40% din orașul Kobani, iar cartierul general de comandă al luptătorilor kurzi ar fi fost capturat. Forțele armate ale Turciei se află în expectativă ocupând poziții strategice pe dealurile din apropiere, dar nu intervin militar.

## Vezi și
- Listă de orașe din Siria